# Едингтън (космически апарат)
Едингтън е проект на Европейската космическа агенция (ЕКА) за търсене на Земеподобни планети, който е отменен през 2003 г. Носи името на Артър Едингтън, известен астрофизик, който превежда теорията на Алберт Айнщайн на английски и провежда първия експеримент (гравитационна леща) за проверка на общата теория на относителността. Първоначално е планирано проектът да е активен през 2008 г. Към момента в официалния уебсайт на ЕКА проекта се води за отменен.
Едингтън е проектиран като космически телескоп, който трябва да засича минимални изменения в светлината на звездите. Може да засича трептения, които показват състоянието във вътрешността на звездите. Апаратът е щял да разполага с прецизен фотометър, уред който може да установи минимални изменения в светлината на небесните тела.